# Kumba (Camerun)
Kumba è una città del sud-ovest del Camerun, capoluogo del dipartimento di Meme.
L'economia è  basata principalmente su piantagioni di cacao e caffè, allevamento.
Clima equatoriale caratterizzato da lunghi periodi di pioggia da febbraio a novembre con una stagione secca da dicembre a febbraio.
Nella città è stato realizzato un centro ospedaliero-didattico denominato "Hope Clinic Parma-Kumba" nel quale operano medici camerunesi laureati e specializzati a Parma, grazie all'attività decennale dell'associazione di volontariato onlus "Parma per la vita" . L'ideatore di questo progetto è il Dr. Jeremia Etabong, responsabile del reparto ginecologico del suddetto ospedale.
Durante la guerra civile camerunense, il 24 novembre 2020 la città è stata teatro di un massacro scolastico.